# Coptosapelta hameliiblasta
Coptosapelta hameliiblasta är en måreväxtart som först beskrevs av Herbert Fuller Wernham, och fick sitt nu gällande namn av Theodoric Valeton. Coptosapelta hameliiblasta ingår i släktet Coptosapelta och familjen måreväxter. Inga underarter finns listade i Catalogue of Life.